# Manuel Benítez Rufo
Manuel Benítez Rufo (Monterrubio de la Serena, Badajoz, Extremadura, 16 de novembre de 1917 – Dos Hermanas, Província de Sevilla, 29 de juliol de 2004) va ser un polític comunista espanyol.

## Biografia
El 1932, en un ambient molt polititzat, Manuel Benítez Rufo va ingressar en les Joventuts Socialistes del seu poble natal. La comarca extremenya de La Serena, propera a la província de Còrdova, era una zona amb un alt índex d'afiliació i de vot al Partit Comunista d'Espanya (PCE).
El 5 de maig de 1937, en plena Guerra Civil Espanyola, Manuel Benítez es va fer membre del PCE. Després de la Guerra Civil es va exiliar en França, on va participar en la reorganització de les Joventuts Socialistes Unificades (JSU) i després de l'ocupació de França pel Tercer Reich participa amb Juan Antonio Turiel, Juan Esteve Martínez i Jaime Nieto, en l'organització de grups de la Unión Nacional Española (UNE) als departaments de Tarn, Tarn i Garona i Avairon.
Durant la Segona Guerra Mundial va estar un temps treballant a les mines de La Sala (Avairon), unint-se a la IX Brigada de Guerrillers Espanyols. i formant part del comitè de les JSU a la Zona Pirinenca amb Gervasio Portes i Tomás Planas. L'octubre de 1944 va formar part del maquis, encara que amb poca activitat. El 1946 va passar clandestinament a Espanya i s'establí a Madrid, on va formar part de la direcció interior del PCE. A l'any següent va ser detingut i empresonat. Va sortir de la presó en 1959 i es va retrobar amb la seva família en la localitat sevillana de Dos Hermanas. Allí va prosseguir la seva carrera política i en 1966 va passar a formar part del Comitè Provincial del PCE en la clandestinitat.
En les eleccions generals espanyoles de 1977 va ser escollit diputat per Sevilla com a membre de les Corts Constituents. Dos anys més tard, en les eleccions municipals de 1979, Manuel Benítez Rufo es va presentar a l'alcaldia de Dos Hermanas. Després de guanyar el PCE per majoria simple, va ser investit com a alcalde el 19 d'abril per al període 1979-1983.